# Tytila af East Anglia
Tytila (død omkring 616) er en semi-historisk sagnkonge fra East Anglia, der inkluderer nutidens counties Norfolk og Suffolk. Tidlige kilder, inklusive Bedas Historia ecclesiastica gentis Anglorum, identificerer ham som et tidligt medlem af Wuffingas-dynastiet, som efterfulgte hans far Wuffa. En senere krønikør daterer hans regeringstid som startende i 578, men det vides ikke med sikkerhed, om han med sikkerhed har hersket som konge, og der vides intet om hans liv. Han listes i en række genealogiske oversigter.
En række middelalderkilder beskriver, at i 616 blev Tytila efterfulgt af sin søn Rædwald.